# سیارک ۲۳۶۲۸
سیارک ۲۳۶۲۸ (به انگلیسی: 23628 Ichimura، نامگذاری:1996XZ31) بیست و سه هزار و ششصد و بیست و هشتمین سیارک کشف شده‌است که در ۸ دسامبر ۱۹۹۶ کشف شد.
قدر مطلق سیارک برابر ۱۶٫۲ است.